# Oncosclera schubotzi
Oncosclera schubotzi är en svampdjursart som först beskrevs av W. Weltner 1913.  Oncosclera schubotzi ingår i släktet Oncosclera och familjen Potamolepiidae. Inga underarter finns listade i Catalogue of Life.